# 屋頂麝香龜
屋頂麝香龜（学名：Kinosternon carinatus）又名剃刀麝香龜、刀背麝香龜、刀背蛋龜、稜背泥龜，为動胸龜科小麝香龜屬下的一个种。其种加词“carinatus”意为“具龙骨状脊的”。

## 分佈
屋頂麝香龜分佈於美國俄克拉何馬州 、阿肯色州 、密西西比州、得克薩斯州、佛羅里達州和路易斯安那州 。

## 特徵
成體屋頂麝香龜的甲長只有15公分左右，是體型偏小的澤龜。它有一個棕色、灰色的外殼 ，每塊甲的邊緣殼上有黑色的射紋。背甲上有一條尖銳的脊稜，因而得名。四肢及頭部呈灰色 ，有黑色的斑點，頭部是呈燈泡狀。牠們有一條長長的脖子，腿短，喙部鋒利。通常可以以尾巴區分性別，尾部較粗的為雄性，尾部較幼的為雌性。 腹甲較小的，只有一個鉸鏈位於前方。

## 習性
牠們是水生型澤龜，會花大部分的時間在水中生活，生活的環境會有大量植被、水流緩慢的小溪、池塘 、溪流和沼澤。
體健耐寒，適合溫度為攝氏15度到29度，10度以下進入冬眠，34以上進入夏眠，對溫度的適應性相較其他澤龜更廣。
屋頂麝香龜對太陽需求不高，不必常曬也很怕陽光的熱度，飼主帶牠們去曬太陽時若不注意時間或溫度很容易曬死(在野外主要在淺水區露出背部曬太陽)。

## 食性
以肉食為主，各種小型魚、蝦、昆蟲都吃 ，亦能食腐肉，人工飼養時可以人工飼料為主。

## 人工飼養
刀背麝香龜是可以透過人工飼養的，並可以進行人工繁殖。其體型相對較小，亦容易管理，因而成為了飼主決定飼養牠們的誘因。但食性偏肉食故性情兇猛，基本上應單獨飼養。